# Cantón de Lanvollon
El cantón de Lanvollon era una división administrativa francesa, que estaba situada en el departamento de Costas de Armor y la región de Bretaña.

## Composición
El cantón estaba formado por once comunas:
- Gommenec'h
- Lannebert
- Lanvollon
- Le Faouët
- Le Merzer
- Pléguien
- Pommerit-le-Vicomte
- Tréguidel
- Tréméven
- Tressignaux
- Trévérec

## Supresión del cantón de Lanvollon
En aplicación del Decreto n.º 2014-150 de 13 de febrero de 2014, el cantón de Lanvollon fue suprimido el 22 de marzo de 2015 y sus 11 comunas pasaron a formar parte, nueve del nuevo cantón de Plouha y dos del nuevo cantón de Guingamp.